# Polyalthia angustifolia
Polyalthia angustifolia este o specie de plante din genul Polyalthia, familia Annonaceae, descrisă de Albert Charles Smith. Conform Catalogue of Life specia Polyalthia angustifolia nu are subspecii cunoscute.